# Bahnstrecke Velká Kraš–Vidnava
| Kursbuchstrecke (SŽ): | 296                  |                                            |                                            |
| Streckenlänge: | 6,5 km               |                                            |                                            |
| Spurweite: | 1435 mm (Normalspur) |                                            |                                            |
| Streckenklasse: | C4                   |                                            |                                            |
| Maximale Neigung: | 10 ‰                 |                                            |                                            |
| Streckengeschwindigkeit: | 60 km/h              |                                            |                                            |
| |                      |                                            |                                            |
| \| \| \| von Lipová Lázně \| \| \| \| 0,000 \| Velká Kraš früher Haugsdorf (Schles) \| Velká Kraš früher Haugsdorf (Schles) \| \| \| \| nach Bernartice u Javorníka \| \| \| \| 2,325 \| Velká Kraš zastávka früher Groß Krosse \| Velká Kraš zastávka früher Groß Krosse \| \| \| \| vlečka Vidnavský kaolin (geplant) \| \| \| \| 4,413 \| Vidnava früher Weidenau \| Vidnava früher Weidenau \| \| \| 4,669 \| (Gleisende seit 1974) \| (Gleisende seit 1974) \| \| \| \| Vidnavka \| \| \| \| 6,50 \| Staatsgrenze Tschechien–Polen \| Staatsgrenze Tschechien–Polen \| \| \| \| nach Nysa Miasto (vorm. Neisser Kreisbahn) \| \| |                      |                                            |                                            |
| Strecke |                      | von Lipová Lázně                           | von Lipová Lázně                           |
| Bahnhof | 0,000                | Velká Kraš früher Haugsdorf (Schles)       | Velká Kraš früher Haugsdorf (Schles)       |
| Abzweig geradeaus und nach links |                      | nach Bernartice u Javorníka                | nach Bernartice u Javorníka                |
| Haltepunkt / Haltestelle | 2,325                | Velká Kraš zastávka früher Groß Krosse     | Velká Kraš zastávka früher Groß Krosse     |
| Abzweig geradeaus und ehemals von rechts |                      | vlečka Vidnavský kaolin (geplant)          | vlečka Vidnavský kaolin (geplant)          |
| Bahnhof | 4,413                | Vidnava früher Weidenau                    | Vidnava früher Weidenau                    |
| | 4,669                | (Gleisende seit 1974)                      | (Gleisende seit 1974)                      |
| Brücke (Strecke außer Betrieb) |                      | Vidnavka                                   | Vidnavka                                   |
| Grenze (Strecke außer Betrieb) | 6,50                 | Staatsgrenze Tschechien–Polen              | Staatsgrenze Tschechien–Polen              |
| Strecke (außer Betrieb) |                      | nach Nysa Miasto (vorm. Neisser Kreisbahn) | nach Nysa Miasto (vorm. Neisser Kreisbahn) |

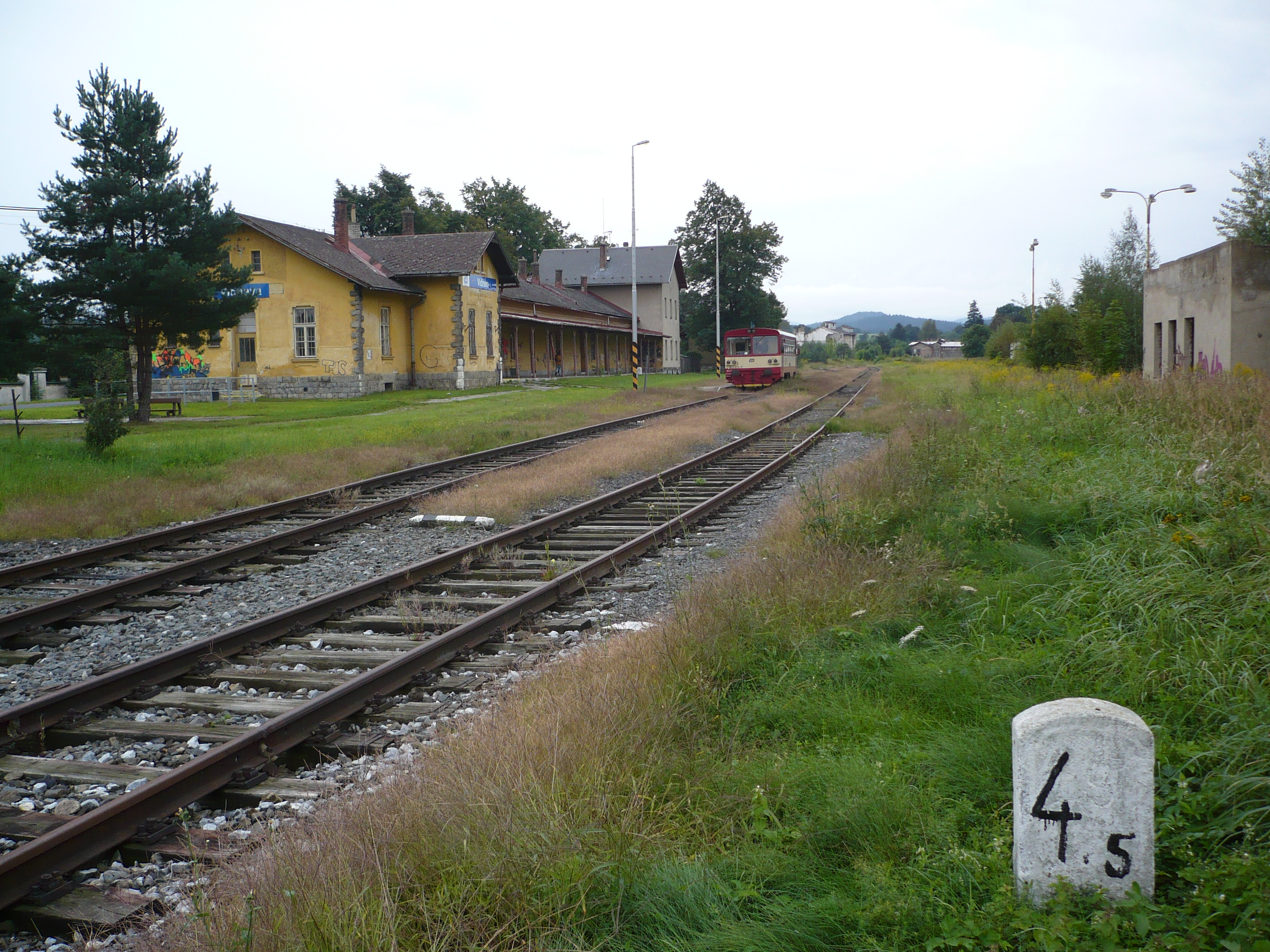
Bahnhof Vidnava (2010) aus Richtung Norden (Streckenende)

Die Bahnstrecke Velká Kraš–Vidnava ist eine Eisenbahnverbindung in Tschechien, die  ursprünglich durch den österreichischen Staat als Lokalbahn erbaut und betrieben wurde. Sie zweigt in Velká Kraš (Groß Krosse) von der Bahnstrecke Lipová Lázně–Bernartice u Javorníka ab und führt nach Vidnava (Weidenau). Dort bestand von 1911 bis 1945 Anschluss an die Neisser Kreisbahn nach Nysa (Neisse).
Nach einem Erlass der tschechischen Regierung ist die Strecke seit dem 20. Dezember 1995 als regionale Bahn („regionální dráha“) klassifiziert.

## Geschichte
Am 6. August 1897 wurde die Strecke eröffnet. Den Betrieb führten die k.k. Staatsbahnen (kkStB).
Am 5. Dezember 1911 eröffnete die kkStB auch den Abschnitt bis zur Staatsgrenze. Die Betriebsführung der gesamten Strecke Haugsdorf–Weidenau übernahm die Eisenbahnbau- und Betriebsunternehmung Lenz & Co., die auch die preußische Neisser Kreisbahn betrieb. Als Grenzbahnhof mit Pass- und Zollkontrolle diente der Bahnhof Weidenau, der für diesen Zweck ein großes repräsentatives Empfangsgebäude erhielt. Reisende im grenzüberschreitenden Verkehr mussten dort umsteigen. Durchgehende Personenzüge gab es nie.
Nach dem Ersten Weltkrieg kam die Strecke zu den neu gegründeten Tschechoslowakischen Staatsbahnen ČSD. Auch der Abschnitt bis zur Staatsgrenze war nun im Betrieb der ČSD.
Nach der Angliederung des Sudetenlandes an Deutschland im Herbst 1938 kam die Strecke zur Deutschen Reichsbahn, Reichsbahndirektion Oppeln. Im Reichskursbuch war die Verbindung als KBS 151z Weidenau–Haugsdorf (Schles) enthalten. Nach dem Ende des Zweiten Weltkriegs kam die Strecke wieder vollständig zu den ČSD. Der grenzüberschreitende Verkehr ins nunmehr polnisch verwaltete Schlesien wurde nach 1945 nicht mehr aufgenommen. Das grenzüberschreitende Gleis wurde 1974 abgebaut. Die PKP betrieben die Strecke Nysa Miasto–Kałków Łąka im Binnenverkehr noch bis 1991.
Am 1. Januar 1993 ging die Strecke im Zuge der Auflösung der Tschechoslowakei an die neu gegründeten České dráhy (ČD) über. Seit 2003 gehört sie zum Netz des staatlichen Infrastrukturbetreibers Správa železniční dopravní cesty (SŽDC).
Am 12. Dezember 2010 wurde der Personenverkehr eingestellt. Der letzte Fahrplan von 2009 wies insgesamt elf Reisezugpaare aus, die zum Teil bis nach Lipová Lázně und Javorník ve Slezsku durchgebunden waren. Seitdem besteht kein regelmäßiger Zugverkehr mehr.
Seit 28. August 2017 war die Strecke ab der Abzweigweiche im Bahnhof Velká Kraš am Bahnkilometer 0,090 bis zum Gleisende am Bahnkilometer 4,669 durch den Betreiber SŽDC zur Abgabe an Dritte ausgeschrieben. Einschließlich aller Hochbauten wurden für die Strecke insgesamt 1.105.000 Kč gefordert. Die Bieterfrist endete am 31. Oktober 2017. Nachdem sich kein Käufer fand, hat SŽDC im Februar 2019 das Verfahren zur Stilllegung eingeleitet.
Im August 2023 erhielt die Firma Vidnavský kaolin die Genehmigung des Umweltministeriums zur Wiederaufnahme des Bergbaues auf Kaolin bei Vidnava, der seit den 1990er Jahren ruhte. Vorgesehen ist eine Produktion von 1800 Tonnen Kaolin täglich, die mehrheitlich ab Vidnava per Bahn versandt werden soll.